# 巴列德圣安娜
巴列德圣安娜（西班牙語：Valle de Santa Ana）是西班牙埃斯特雷马杜拉巴达霍斯省的一个市镇。总面积4平方公里，总人口1229人（2001年），人口密度307人/平方公里。